# Плампанг (район)
Плампа́нг (індонез. Plampang) — один з 24 районів округу Сумбава провінції Західна Південно-Східна Нуса у складі Індонезії. Розташований у східній частині. Адміністративний центр — село Плампанг.
Населення — 28319 осіб (2012; 27834 в 2010).

## Адміністративний поділ
До складу району входять 12 сіл:
| Населений пункт       | Населення, осіб (2010) |
| --------------------- | ---------------------- |
| Бранг-Колонг, село    | 2365                   |
| Муєр, село            | 3073                   |
| Плампанг, село        | 4823                   |
| Селанте, село         | 1922                   |
| Сепакат, село         | 2502                   |
| Сепаюнг, село         | 4138                   |
| СП I Проде, село      | 500                    |
| СП II Проде, село     | 816                    |
| СП III Проде, село    | 1193                   |
| СП IV Буїн-Бату, село | 478                    |
| Телук-Сантонг, село   | 2733                   |
| Усар, село            | 3291                   |